# Operacja Crossbow
Operacja Crossbow – kryptonim serii alianckich operacji wojskowych wymierzonych przeciwko niemieckiemu programowi broni odwetowej dalekiego zasięgu (Broni-V) pod koniec II wojny światowej. Podstawowymi Broniami-V były bomby latające V-1 i rakiety V-2, które były wystrzeliwane przeciwko Wielkiej Brytanii od 1944 do 1945 roku, a po lądowaniu wojsk alianckich w Normandii używane również przeciwko celom w Europie kontynentalnej.
Działania wywiadowcze dotyczące postępów w pracach nad niemiecką bronią dalekiego zasięgu w 1943 roku były prowadzone pod kryptonimem Bodyline. 15 listopada zorganizowano większą operację pod kryptonimem Crossbow. Po wojnie wszystkie alianckie operacje przeciwko niemieckiej Broni-V stały się znane jako „operacja Crossbow” (pol. kusza), szczególnie po filmie z 1965 roku pod tym samym tytułem.
Operacja Crossbow obejmowała strategiczne operacje przeciwko badaniom nad rozwojem Broni-V, jej produkcji i transportowi oraz ataki na miejsca startu i przechwytywanie przez myśliwce pocisków w locie.
Ataki w ramach operacji Crossbow nie były zbyt udane, a każdy nalot przeciwko pociskom V-1 lub V-2 oznaczał osłabienie kampanii lotniczej przeciwko innym, często ważniejszym celom w III Rzeszy. Odwrócenie uwagi aliantów od innych celów za pomocą Broni-V było taktycznym sukcesem Niemców.

## Ataki lotnicze
W maju 1943 roku alianckie służby wywiadowcze zaobserwowały budowę pierwszego z jedenastu dużych kompleksów dla tajnej niemieckiej broni w północnej Francji, w tym sześciu dla rakiet V-2. W listopadzie odkryto pierwsze z 96 miejsc wystrzeliwania latających bomb V-1.
Urzędnicy państw alianckich debatowali nad skalą zagrożenia ze strony niemieckiej broni odwetowej; niektórzy postrzegali te miejsca jako przynętę mającą na celu odwrócenie uwagi alianckiego dowództwa, podczas gdy inni obawiali się możliwości powstania głowic z ładunkiem chemicznym lub biologicznym. Alianci otrzymali szczegółowe informacje o V-1, V-2 i ośrodku badawczym w Peenemünde od austriackiej grupy oporu skupionej wokół księdza Heinricha Maiera. Dotyczyło to również ośrodków produkcyjnych, takich jak Raxwerke. Gdy informacje rozpoznawcze i wywiadowcze dotyczące rakiet V-2 stały się wystarczająco przekonujące, Komitet Obrony Gabinetu Wojennego (Operacji) (War Cabinet Defence Committee (Operations)) skierował pierwszy zaplanowany nalot kampanii na Peenemünde (operacja Hydra) w sierpniu 1943 roku.
We Francji istniał niemiecki „System 1”, który miał składać się z 96 stałych stanowisk startowych z bunkrami magazynowymi (w kształcie nart) i zewnętrznymi rampami. Planowano utworzenie „Systemu 2” (rezerwa) i „Systemu 3”. Były też cztery większe bunkry Wasserwerk („Wodociągi”) w Siracourt, Lottinghen, Nardouet i Brécourt. Choć przeznaczone do użycia w styczniu 1944 roku, to faktyczne postępy w budowie, szkoleniu i dostawie V-1 były opóźnione. Francuskie raporty i szczegółowe rozpoznanie lotnicze połączone z rozpoznaniem Peenemünde przez wywiad AK wskazywały na możliwość wystrzeliwania 2000 pocisków dziennie przeciwko Anglii. Ponad połowa obiektów została ukończona do grudnia, ale wywiad aliancki zidentyfikował wszystkie 96 do końca stycznia. Pierwsze bombardowanie obiektów zostało przeprowadzone przez średnie bombowce USAAF Martin B-26 Marauder na początku grudnia, a RAF Bomber Command rozpoczęło nocne ataki wkrótce potem, ale niedokładność nocnych bombardowań małych celów skłoniła Połączonych Szefów Sztabów do użycia ciężkich bombowców amerykańskich w świetle dziennym. Do końca grudnia zaatakowano 54 obiekty, a siedem zniszczono. Do 9 marca zniszczono i poważnie uszkodzono 35 obiektów, a do 24 maja zniszczono i poważnie uszkodzono 58.

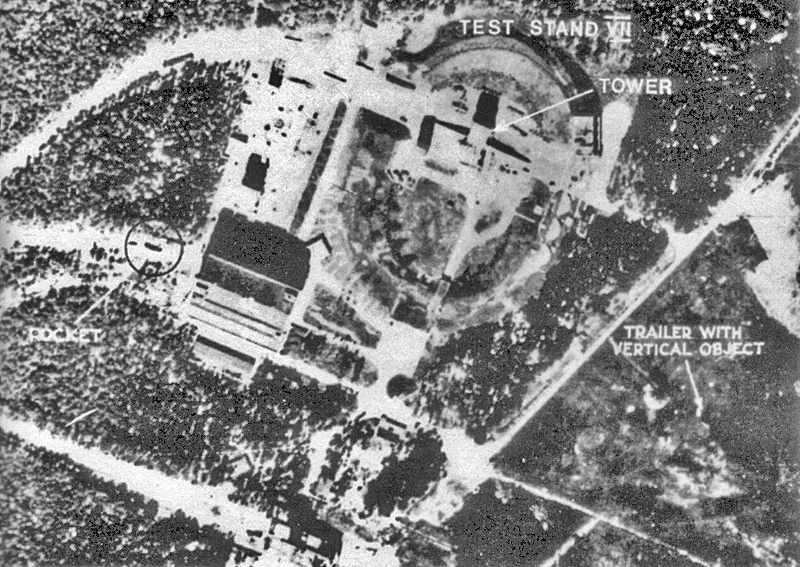
Peenemünde Test Stand VII

Po operacji Hydra przeprowadzono kilka ataków w ramach operacji Crossbow na bunkry („Heavy Crossbow”) w Watten (V-2) i Mimoyecques (na działo rakietowe V-3) odpowiednio od sierpnia i listopada 1943 roku . Ataki w ramach operacji Crossbow przeciwko V-1 rozpoczęły się 5 grudnia z nazwą kodową „Noball” używaną dla celów z odpowiednim numerem (np. „Noball 27” to Ailly-le-Haut-Clocher, „Noball nr 93” znajdował się w rejonie Cherbourga, „Noball nr 107” to Grand Parc, a „Noball V1 nr 147” znajdowało się w Ligescourt).
Plan z połowy 1944 roku, zgodnie z którym samoloty US Marine Corps miały atakować stanowiska startowe V-1 z lotniskowców, padł ofiarą rywalizacji między służbami – sprzeciwiała mu się armia. W 1944 roku bombardowano również obiekty V-2, takie jak magazyny i zakłady produkujące ciekły tlen, np. w Méry-sur-Oise 4 sierpnia 1944 roku, 8 Armia Lotnicza zbombardowała pięć zakładów produkujących ciekły tlen w Belgii 25 sierpnia 1944 roku, ale przerwała atak na zakłady w La Louvière, Torte i Willebroek w kolejnych dniach z powodu zachmurzenia.

### Priorytet operacji Crossbow

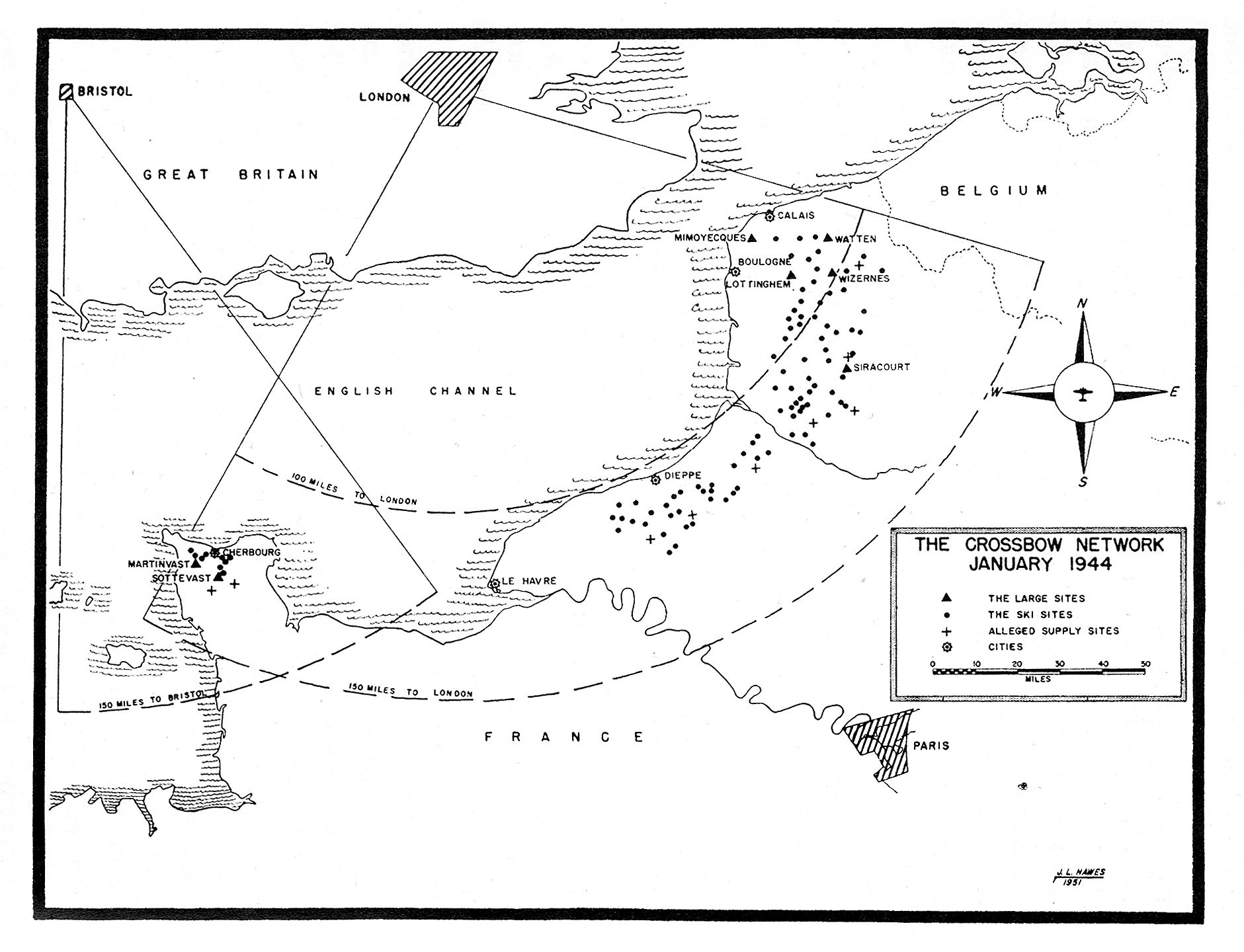
Mapa z czasów II wojny światowej pokazuje dwa obszary, w których Niemcy rozstawiali stanowiska wystrzeliwania Broni-V, aby bombardować Wielką Brytanię. Są to obszary, na których ciężkie bombowce Royal Air Force i 8 Armii Lotniczej skoncentrowały swoje ataki

Na prośbę brytyjskiego Gabinetu Wojennego, 19 kwietnia 1944 roku gen. Dwight Eisenhower nakazał, aby ataki w ramach operacji Crossbow miały „na razie” absolutny priorytet nad wszystkimi innymi operacjami lotniczymi, w tym nad niszczeniem niemieckiego przemysłu i morale cywilów, co potwierdził po rozpoczęciu ataków z użyciem V-1 w nocy z 12 na 13 czerwca 1944 roku, mówiąc marszałkowi Arthurowi Tedderowi: „Jeśli chodzi o cele [operacji] Crossbow, te cele te mają mieć pierwszeństwo przed wszystkim, z wyjątkiem pilnych potrzeb operacji Overlord. Ten priorytet należy utrzymał, dopóki nie będziemy pewni, że definitywnie uzyskaliśmy przewagę w tej konkretnej sprawie”.
Wystrzelenia rakiet zaskoczyły aliantów, którzy wierzyli, że wcześniejsze ataki na stanowiska startowe wyeliminowały to niebezpieczeństwo. Brytyjczycy, którzy nie spodziewali się, że niemieckie bombardowania Wielkiej Brytanii zostaną wznowione na tak późnym etapie wojny, byli szczególnie zdenerwowani. Niektórzy sugerowali użycie gazu na stanowiskach startowych, a nawet egzekucje niemieckich cywilów jako karę.
Gen. Carl Spaatz, dowódca amerykańskich strategicznych sił powietrznych w Europie (USSTAF), odpowiedział 28 czerwca, „skarżąc się, że [operacja] Crossbow była „odwracaniem uwagi” od głównego zadania, jakim było wyczerpanie Luftwaffe i bombardowanie niemieckiego przemysłu” w ramach ofensywy bombowej i zalecając zamiast tego, aby Crossbow był drugorzędną operacją, ponieważ „dni złej pogody nad niemieckimi celami przemysłowymi nadal pozwoliłyby na przeprowadzenie ataku o wystarczającej sile na stanowiska rakietowe i mniejsze cele taktyczne”. Do 10 lipca Tedder opublikował listę celów operacji Crossbow, z której 30 przydzielono RAF Bomber Command, sześć taktycznym Alianckich Ekspedycyjnym Siłom Powietrznym, a 68 USSTAF; to rozwiązanie również nie zadowoliło Spaatza, więc Eisenhower zezwolił na „zapasowe” bombardowanie celów innych niż Crossbow: „Instrukcje dotyczące dalszego traktowania celów operacji Crossbow jako naszego pierwszego priorytetu muszą pozostać aktualne, ale […] kiedy […] wszystkie siły strategiczne nie mogą być użyte przeciwko celom Crossbow, powinniśmy zaatakować – (a) przemysł lotniczy (b) ropę naftową (c) łożyska kulkowe (d) produkcję pojazdów” (Eisenhower, 18 lipca).
Ponad jedna czwarta tonażu bomb zrzuconych w ramach alianckiej ofensywy bombowej została użyta przeciwko stanowiskom Broni-V w lipcu i sierpniu; wiele ataków było nieskutecznych, ponieważ były one skierowane przeciwko nieużywanym wyrzutniom. Spaatz bezskutecznie zaproponował, aby ataki skoncentrowały się na sieci elektroenergetycznej Pas-de-Calais oraz na fabrykach żyrokompasów w Niemczech i składach broni V we Francji. Ataki na żyrokompasy, wraz z bombardowaniem zbiorników z ciekłym tlenem mogłyby bardzo skutecznie ograniczać możliwość użycia pocisków przez Niemców. 25 sierpnia 1944 roku Połączonoy Komitet Priorytetów Celów [Operacji] Crossbow (utworzony 21 lipca) przygotował „Plan ataku na niemiecką instalację rakietową w razie rozpoczęcia ataków rakietowych” – oprócz bombardowania magazynów, zakładów produkcji ciekłego tlenu i stanowisk startowych plan obejmował także operacje rozpoznania powietrznego Po ostatnim wystrzeleniu V-1 z terytorium Francji 1 września 1944 roku i w obliczu braku spodziewanych ataków V-2, operacja Crossbow została zawieszona 3 września, a kampania przeciwko niemieckim obiektom naftowym stała się najwyższym priorytetem alianckiego lotnictwa.
Zagrożenie ze strony V-1 z obszaru okupowanej Francji zakończyło się ostatecznie 5 września 1944 roku, kiedy kanadyjska 3 Dywizja Piechoty odizolowała siły niemieckie w obszarze Nord-Pas de Calais, a ich kapitulacja nastąpiła 30 września.

### Wznowienie operacji
Bombardowania w ramach operacji Crossbow wznowiono po pierwszym ataku V-2 i obejmowały one duży nalot 17 września na cele w Holandii zidentyfikowane jako bazy dla He 111, które wystrzeliwały V-1 z powietrza. Zmodyfikowane V-1 (w sumie 865) były wystrzeliwane z bombowców od 16 września 1944 do 14 stycznia 1945 roku. Brytyjczycy początkowo uważali, że wcześniejsza partia 50 odpalanych z powietrza V-1 z 18–21 lipca 1944 roku została wystrzelona z ziemi we Flandrii, szczególnie w pobliżu Ostendy. Wystrzeliwanie V-1 odbywało się także z ramp zbudowanych w prowincji Holandia Południowa w Holandii w 1945 roku.
Alianckie rozpoznanie wykryło dwa stanowiska we Vlaardingen i Ypenburgu, które wraz z trzecim stanowiskiem w Delft odpaliły 274 V-1 na Londyn od 3 do 29 marca. Tylko 125 dotarło do strefy brytyjskiej obrony, a zaledwie 13 osiągnęło swój cel. Trzy dodatkowe stanowiska skierowały swoje ataki na Antwerpię. Po użyciu średnich bombowców przeciwko stanowisku odpalania V-2 w Haagse Bos 3 marca, RAF zaatakował stanowiska odpalania V-1 w Holandii dwoma eskadrami. RAF Fighter Command użyła myśliwców Supermarine Spitfire do ataków na Ypenburg 20 i 23 marca, podczas gdy jednostka RAF 2nd Tactical Air Force użyła samolotów Hawker Typhoon przeciwko Vlaardingen 23 marca. Kontrataki na holenderskie stanowiska V-1 i V-2 zakończyły się 3 kwietnia, a ostatnie niemieckie działania przeciwko operacji Crossbow zakończyły się 2 maja, tuż przed końcem II wojny światowej w Europie.

## Obrona przed V-1

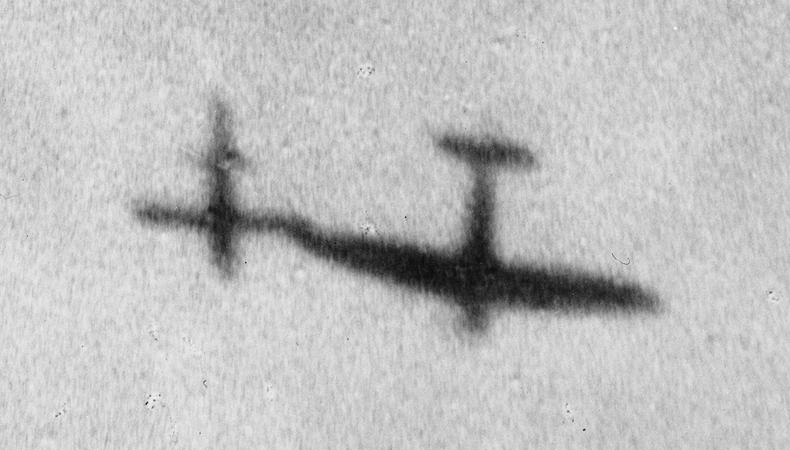
Spitfire przechylający skrzydło V-1, aby zakłócić działanie automatycznego pilota pocisku

2 stycznia 1944 roku marszałek lotnictwa Roderic Hill, naczelny dowódca obrony powietrznej Wielkiej Brytanii, przedstawił swój plan rozmieszczenia 1332 dział przeciwlotniczych w celu obrony Londynu, Bristolu i Solent przed „Robot Blitz” V-1 („Sala Operacji Nurków” znajdowała się w RAF Biggin Hill). Na trasach ataków V-1 znajdowały się strefy odpowiedzialności wybranych jednostek RAF Fighter Command (150 Skrzydło) obsługujących myśliwce, działa przeciwlotnicze Anti-Aircraft Command i około 1750 balonów zaporowych Balloon Command rozmieszczonych wokół Londynu.
„Flabby” był kryptonimem przeciętnych warunków pogodowych, kiedy myśliwcom pozwolono ścigać latające bomby nad pasem dział do linii balonów, a podczas operacji Totter Royal Observer Corps wystrzeliwał z ziemi rakiety świetlne „Snowflake”, aby oświetlić V-1 dla myśliwców RAF-u. Po rozpoczęciu „Robot Blitz” pierwsze przechwycenie V-1 przez myśliwiec RAF-u miało miejsce 14 na 15 czerwca. Działa przeciwlotnicze zwiększyły wskaźnik zestrzelonych V-1 do 1 na 77 wystrzelonych pocisków po wprowadzeniu zapalników zbliżeniowych. Pomimo obrony, do 27 czerwca „ponad 100 000 domów zostało uszkodzonych lub zniszczonych przez V-1 […] a zniszczone systemy kanalizacyjne groziły poważnymi epidemiami, jeśli nie zostaną naprawione do zimy”.
Spośród 638 zaobserwowanych wystrzelonych V-1, działa i myśliwce zestrzeliły 403; 66 spadło w Regionie Obrony Cywilnej Londonu, a 169 w innych miejscach, w tym w Southampton 7 lipca i jeden tak daleko na północ jak Manchester.

## Środki zaradcze przeciwko V-2
Brytyjskie służby wywiadowcze (SIS i Scientific Intelligence Office Ministerstwa Lotnictwa) monitorowały niemieckie badania nad artylerią rakietową i informacje otrzymywane przez podsłuchy wysoko postawionych niemieckich jeńców wojennych, zwiększając nacisk na działania przeciwko Peenemünde. W odpowiedzi na dyskusje wiceszefów sztabu na temat rozwoju niemieckich rakiet dalekiego zasięgu, w kwietniu 1943 roku Duncan Sandys otrzymał odpowiedzialność za zbadanie, jak daleko posunęli się Niemcy. Dochodzenia SIS, Combined Services Detailed Interrogation Centre i Photographic Reconnaissance Unit pod kryptonimem Bodyline potwierdziły istnienie badań nad bronią rakietową w Peenemünde, a Sandys przekazał swoje ustalenia szefom sztabu, donosząc, że Niemcy rozwijają rakiety, badania są prawdopodobnie bardzo zaawansowane i należy wdrożyć środki zaradcze .
W związku z podejrzeniem istnienia rakiety V-2 we wrześniu 1943 roku został utworzony Komitet Naukowy Bodyline (19 członków, w tym Duncan Sandys, Edward Victor Appleton, John Cockcroft i Robert Watson-Watt). Po katastrofie testowej rakiety V-2 w Szwecji w 1944 roku przygotowano „nadajniki do zakłócania systemu naprowadzania rakiety”. Brytyjski system pomiaru odległości dźwiękowej dostarczył „dane o trajektorii, na podstawie których można było określić ogólny obszar startu”, a mikrofon(y) w East Kent podały czasy pierwszych uderzeń V-2 8 września 1944 roku: 18:40:52 i 18:41:08.
21 marca 1945 roku został ogłoszony plan Pile’a dotyczący „atakowania rakiet dalekiego zasięgu ogniem przeciwlotniczym”, który przewidywał, że jednostki przeciwlotnicze miały zawczasu ostrzeliwać przestrzeń powietrzną przewidywaną przez radary w celu przechwycenia V-2, ale plan ten nie został nigdy wprowadzony w życie z powodu niebezpieczeństwa spadania pocisków na obszar Wielkiego Londynu.
W przeciwieństwie do V-1, który miał prędkość podobną do najszybszych myśliwców we tamtym czasie, prędkość i trajektoria V-2 sprawiały, że przechwycenie jej przez samolot było niemożliwe. Przypadkowe spotkania przez alianckie samoloty wystrzelonych rakiet V-2 obejmują następujące zdarzenia: 29 października 1944 roku porucznicy Donald A. Schultz i Charles M. Crane w samolocie Lockheed P-38 Lightning próbowali sfotografować wystrzelony V-2 nad drzewami w pobliżu Renu, 1 stycznia 1945 roku pilot 4 Grupy Myśliwskiej wysoko nad północną trasą lotu, atakując elementy pięciu niemieckich skrzydeł myśliwskich w czasie operacji Bodenplatte, zaobserwował, że V-2 „wybuchł podczas odpalania w pobliżu Lochem […] Rakieta natychmiast przechyliła się z 85 stopni do 30 stopni”, a 14 lutego 1945 roku pilot Spitfire Mk XVI z 602 Dywizjonu RAF ostrzelał V-2 tuż po jej starcie.
Po ostatnim bojowym wystrzeleniu V-2 27 marca 1945 roku Brytyjczycy zaprzestali używania radarów w rejonie obrony w celu wykrywania wystrzeleń V-2 13 kwietnia.